# Oberkommando der Luftwaffe
L'Oberkommando der Luftwaffe o OKL era il comando supremo della Luftwaffe, l'aviazione militare tedesca, durante il nazismo e la seconda guerra mondiale.

## Capi dell'OKL e Comandanti in capo della Luftwaffe
- dal 1º marzo 1935 al 24 aprile 1945, Reichsmarschall Hermann Göring
- dal 29 aprile 1945 al 8 maggio 1945, Generalfeldmarscall Robert Ritter von Greim

## Capi dello stato maggiore generale dell'OKL
- dal 1º marzo 1935 al 3 giugno 1936, Generalleutnant Walther Wever
- dal 5 giugno 1936 al 31 maggio 1937, Generalfeldmarschall Albert Kesselring
- dal 1º giugno 1937 al 31 gennaio 1939, Generaloberst Hans-Jürgen Stumpff
- dal 1º febbraio 1939 al 19 agosto 1943, Generaloberst Hans Jeschonnek
- dal 25 agosto 1943 al 22 luglio 1944, Generaloberst Günther Korten
- dal 1º agosto 1944 al ottobre 1944, General der Flieger Werner Kreipe
- dal 12 novembre 1944 all'8 maggio 1945, General der Flieger Karl Koller

## Struttura
L'OKL era diviso in otto direttorati (operazioni, organizzazione, addestramento, spostamenti delle truppe, intelligence, equipaggiamenti e rifornimenti, archivi storici e gestione del personale) e in diciassette ispettorati:
- Luftwaffen Inspektion 1 – Ricognizione
- Luftwaffen Inspektion 2 – Bombardieri e cacciabombardieri in picchiata (Inspekteur der Kampfflieger)
- Luftwaffen Inspektion 3 – Caccia, Zerstörer, supporto ravvicinato e armamenti (Inspekteur der Jagdflieger)
- Luftwaffen Inspektion 5 – Sicurezza aerea ed equipaggiamento
- Luftwaffen Inspektion 6 – Veicoli terrestri a motore
- Luftwaffen Inspektion 7 – Comunicazioni
- Luftwaffen Inspektion 8 – Aviazione navale (dismesso nel 1942)
- Luftwaffen Inspektion 9 – Scuole di addestramento piloti
- Luftwaffen Inspektion 10 – Servizio e addestramento truppa
- Luftwaffen Inspektion 11 – Forze aviotrasportate
- Luftwaffen Inspektion 12 – Navigazione
- Luftwaffen Inspektion 13 – Difesa aerea (sotto il controllo del segretario di stato per l'aviazione)
- Luftwaffen Inspektion 14 – Sanità
- Luftwaffen Inspektion 15 – Zone della difesa aerea
- Luftwaffen Inspektion 16 – Ricerca e salvataggio (sotto il Seenotdienst).
- Luftwaffen Inspektion 17 – Truppe per la costruzione di strutture e prigionieri di guerra (sotto il controllo del segretario di stato per l'aviazione)
- Luftwaffen Inspektion 18 – Unità campali